# Film Mania
A Film Mania az AMC filmcsatornája, mely 2012. július 2-án váltotta fel a Filmmúzeumot.

## Története
2012. március 12-én a Chello Central Europe Zrt. levédette a „Film C”, „Film Café”, „Film Mania” és „Film Romantika” neveket a Szellemi Tulajdon Nemzeti Hivatalánál. Az év március 22-i tervek szerint a csatorna Film Café néven indult volna. 2012. május 24-én véglegesítették a csatorna nevét. A csatorna indulása ekkor került először nyilvánosságra, amelyre eredetileg július 15-én került volna sor. A csatorna végül 2012. július 2-án 21:32-kor a Hegylakó című film szünetében vette fel jelenlegi nevét.

## Műsorkínálata
A csatorna programkínálatában főként 1990-es és 2000-es évek eleji krimik, akciófilmek és vígjátékok szerepelnek, de műsorra kerülnek az AMC és a Filmcafé által sugárzott filmek is.

## Arculata
A csatorna legelső 12 évig használt arculatát a dániai Frame.dk tervezte, majd 2021-ben elindult a csatorna HD változata, amely a 2024-es arculatváltásig SD minőségben adta az identeket 16:9-es, majd 4:3-as képarányban felváltva.
A csatorna kezdetben magyar, majd a C8 megszűnte után 2018. január 1-je óta a csatorna átkerült a cseh médiahatóság alá. 2018 óta a csatorna csak a 18-as besorolást használja (jelzése 2012-től 2024-es arculatváltásig egy piros 18-as karika volt, jelenlegi jele egy sötétkék színű 18-as rombusz (az AMC csatornái továbbra is a 18-as karikát használják)). 2018-ig a 12-es és a 16-os karikát is használta, mint a Filmmúzeum. 2024. január 2-től bekerült a DIGI kábeles és műholdas kínálatába az egyetlen egy olyan AMC-s csatorna, amely a 2024-ben megszűnt CBS Reality helyére került. Szintén ekkor jelentették be, hogy a csatorna az év folyamán új arculatot fog kapni, amit a csatorna romániai adásváltozat 2024-es indulása óta használ. Az év május 2-án reggel 6 órakor a magyar adásváltozat is arculatot váltott (a logó kivételével), a hónap végefelé kicserélődött a 18-as felhívás is.
A csatorna hangja Dányi Krisztián, reklámidejét 2016. december 31-ig az Atmedia, 2017. január 1-e óta az RTL Saleshouse értékesíti.